# 丙二酰氯
丙二酰氯（也称为缩苹果酰氯）是一种含氯有机化合物，化学式为CH2(COCl)2，是丙二酸的二酰氯衍生物，常温常压下为无色液体，受杂质污染会带有颜色，易分解，用作有机合成试剂。